# Roger Morris

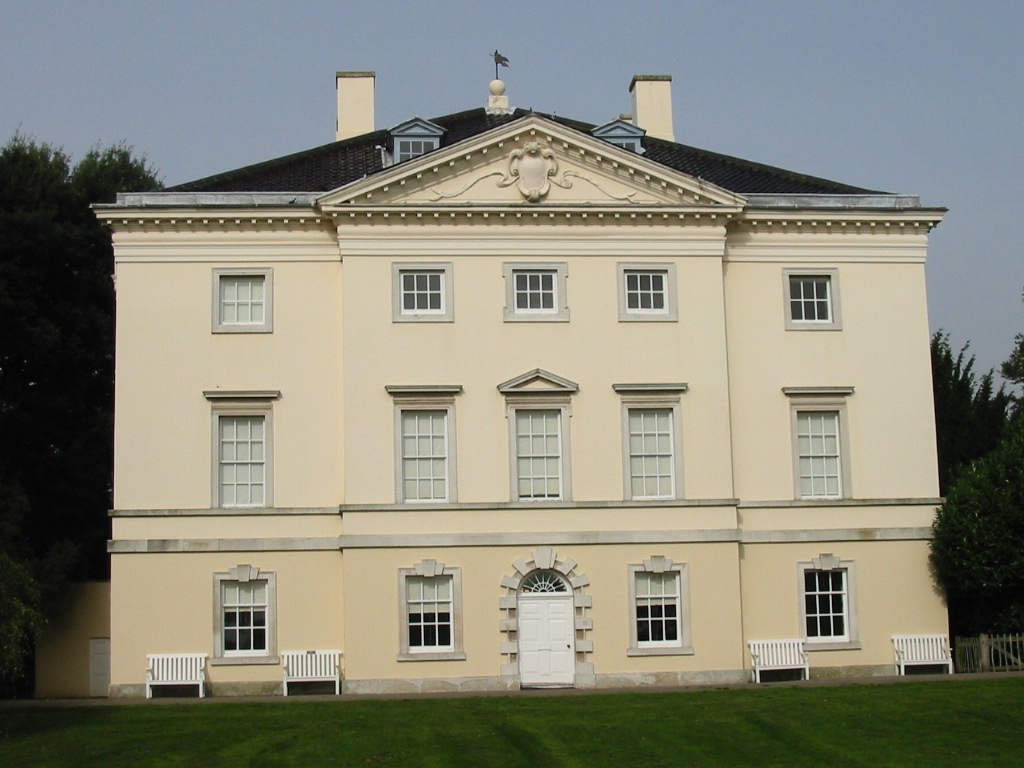
Marble Hill House

Roger Morris (Londres, 19 de abril de 1695 — 31 de janeiro de 1749) foi um arquiteto da Inglaterra.
Recebeu treinamento prático como pedreiro, tal como foi descrito em 1724, quando construiu uma casa para si mesmo em Londres, mas em 1730 ele já era chamado de um gentleman. Sua ascensão social se deveu ao seu sucesso na especulação imobiliária. Sua carreira profissional foi ligada de início a Andrew Fountaine, um arquiteto amador, e depois a Colen Campbell, a quem parece ter servido de assistente, e ao Conde de Pembroke. O gosto erudito de Pembroke se combinou com a experiência prática de Morris produzindo a Marble Hill House para Henrietta Howard, condessa de Suffolk, 1724-29; a Coluna da Vitória no Palácio de Blenheim para Sarah Churchill, Duquesa de Marlborough, 1732-33; a Wimbledon House, 1732-33, também para a duquesa; a Ponte Palladiana em Wilton House; e provavelmente a Westcombe House, c. 1730, que foi adquirida por Pembroke.
A sua habilidade e as recomendações de seus contratantes bem situados valeram-lhe um cargo no Office of Works, que supervisionava todos os projetos para a coroa. Para ele foi criado o posto de Clerk of the Works em Richmond New Park Lodge. Em 1734 ocupou o cargo de Master Carpenter to the Office of Ordnance  com um salário de 2 a 3 mil libras ao ano. Também foi indicado Surveyor to the Mint.